# Кольменар-де-Ореха
Кольменар-де-Ореха (ісп. Colmenar de Oreja) — муніципалітет в Іспанії, у складі автономної спільноти Мадрид. Населення — 8397 осіб (2010).
Муніципалітет розташований на відстані близько 43 км на південний схід від Мадрида.
На території муніципалітету розташовані такі населені пункти: (дані про населення за 2010 рік)
- Ла-Альдеуела: 0 осіб
- Кольменар-де-Ореха: 5972 особи
- Сан-Мігель: 22 особи
- Балькон-де-Тахо-Уртахо: 1649 осіб
- Лас-Берлінчас: 0 осіб
- Каса-Конча: 5 осіб
- Каса-дель-Релох: 16 осіб
- Кастельянос: 0 осіб
- Ла-Хітана: 18 осіб
- Вальдегерра: 6 осіб
- Вальє-де-Сан-Хуан-Лос-Вальєхос: 709 осіб

## Демографія
Динаміка населення (INE ):

## Галерея зображень

Розташування муніципалітету у автономній спільноті Мадрид
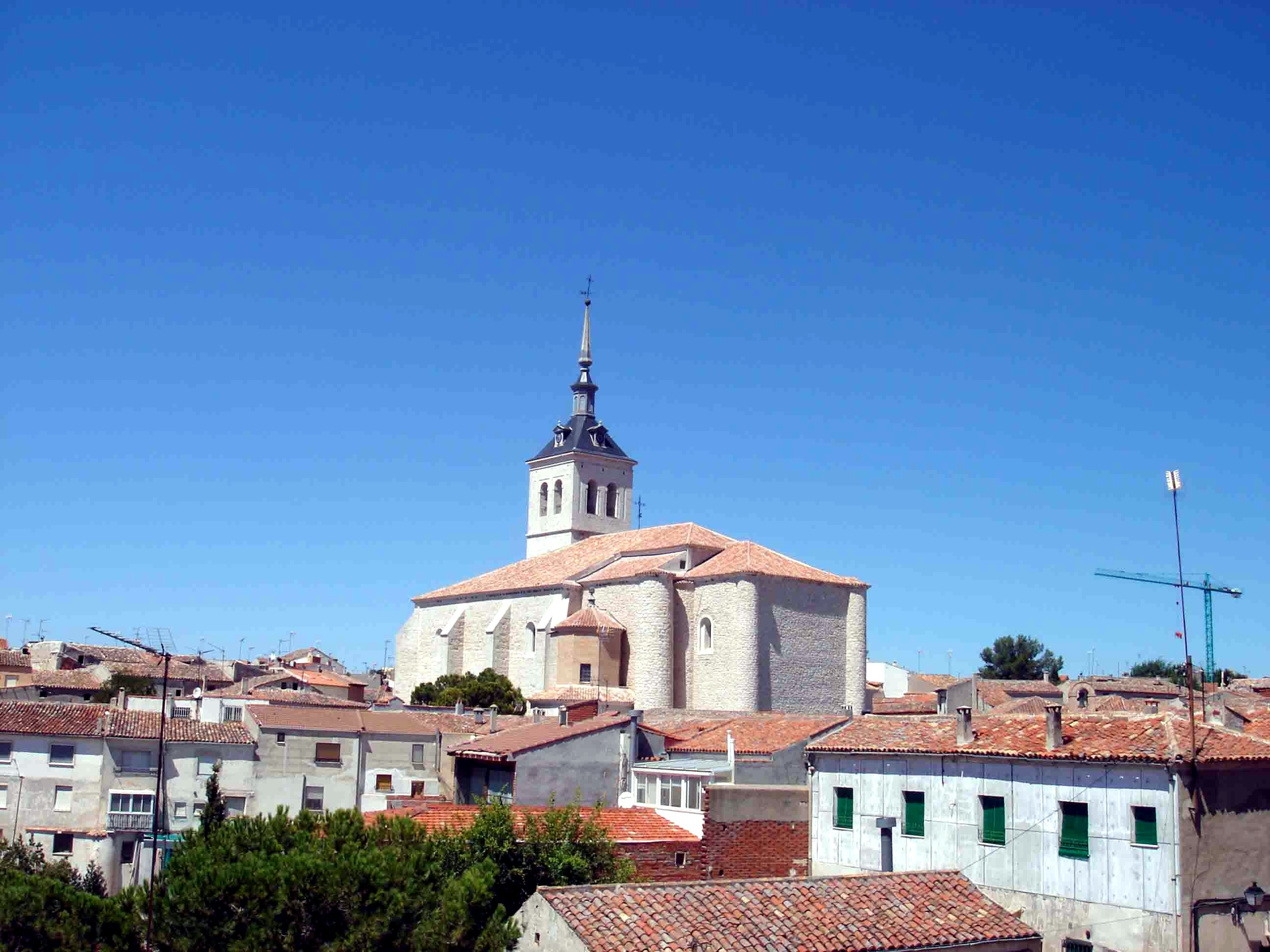
Кольменар-де-Ореха
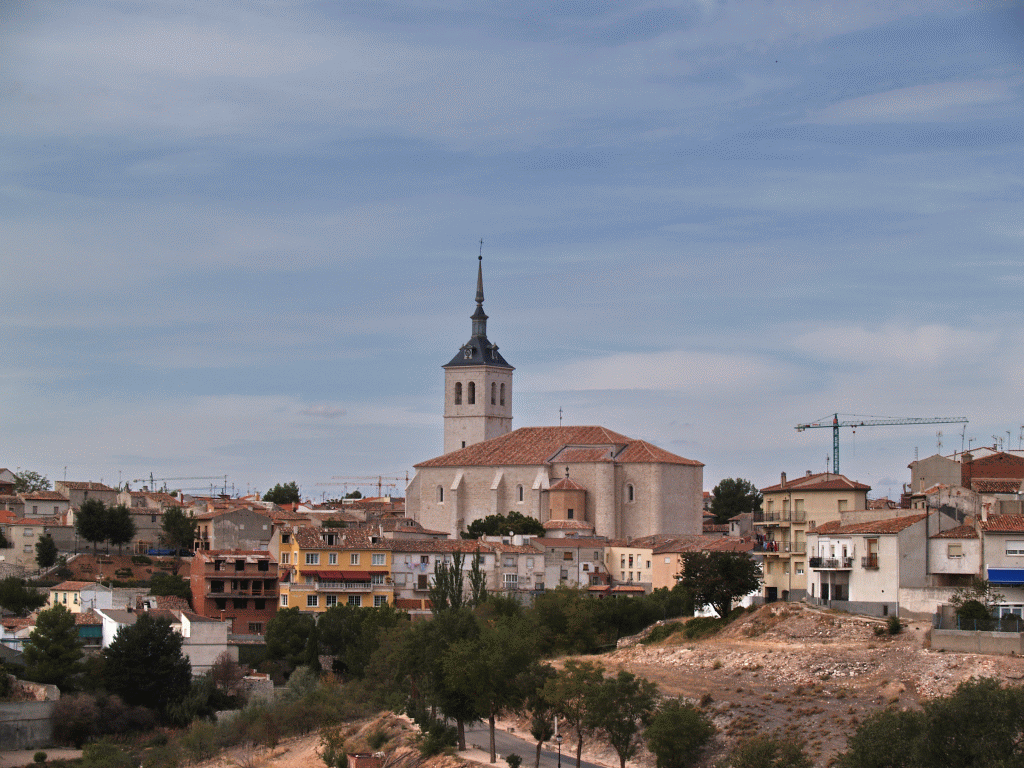
Парафіяльна церква Санта-Марія-ла-Майор